# Cori-cyclus

Cori cyclus

De Cori-cyclus is de cyclus waarbij de spier melkzuur (ook lactaat genoemd) uitscheidt, die door de lever weer omgezet zal worden in glucose. Erytrocyten werken uitsluitend met deze cyclus bij hun energievoorziening, want zij bezitten geen oxidatieve fosforylatie.

## Werking
Bij actief werkende spieren is er niet genoeg zuurstof voor oxidatieve fosforylatie en wordt alle energie uit het anaerobe metabolisme gegenereerd. Dit houdt in dat de glycolyse (afbraak van glucose tot pyruvaat) de enige bron is van ATP. De glycolyse zet hierbij NAD+ om in NADH, maar door de afwezigheid van oxidatieve fosforylatie wordt NADH onvoldoende terug geoxideerd. Het resultaat is dat de voorraad NAD+ opgeraakt en de cel niet meer aan glycolyse kan doen. Daarom zal de spier pyruvaat fermenteren tot lactaat (met lactaat dehydrogenase), deze reactie zet NADH om in NAD+. Lactaat wordt door de spier afgegeven aan de bloedbaan en door de lever opgenomen. De lever zet met hetzelfde enzym lactaat weer om in pyruvaat wat via de gluconeogenese wordt omgezet in vrij glucose. Vrij glucose kan terug naar de bloedbaan zodat het weer kan opgenomen worden door de spier waar de cyclus herbegint. Als de inspanning te lang duurt zal lactaat onvoldoende worden gemetaboliseerd. Dit resulteert in de gekende spier verzuring, omdat lactaat (wat een zuur karakter heeft) zich opstapelt in de spier. De dalende pH inhibeert dan de glycolyse om de spiercellen te beschermen.

Cori en alanine cyclus

De alanine of Cahill cyclus is heel gelijkaardig aan de cori cyclus. Naast glucose gebruikt de spier ook aminozuren als bron van energie, maar hierbij komt het toxische NH3 (ammoniak) vrij. NH3 wordt in de spier via transaminering op pyruvaat gezet ter vorming van alanine. Alanine gaat dan via de bloedbaan naar de lever waar het op verschillende wijzen kan verwerkt worden:
- Omzetting tot pyruvaat en zo tot glucose om terug naar de spier te gaan (de eigenlijke alanine cyclus)
- Omzetting tot ketolichamen als brandstof voor de hersenen
- Als brandstof voor de lever zelf (oxidatie tot CO2 en H2O)

In de lever wordt NH3 onschadelijk gemaakt door het op te nemen in de ureum cyclus.